# Naleika
Naleika (en rus: Налейка) és un poble (un possiólok) de l'óblast d'Uliànovsk, a Rússia, que el 2018 tenia 650 habitants. Pertany al districte municipal de Kuzovàtovo.